# Corrado Barazzutti
Corrado Barazzutti (Udine, 19 febbraio 1953) è un allenatore di tennis ed ex tennista italiano.
Ritenuto uno dei più forti tennisti italiani di sempre, è stato nº 7 del mondo, quinto miglior ranking ATP raggiunto da un tennista italiano dall'introduzione del sistema di calcolo computerizzato, e numero uno d'Italia per 198 settimane. Vanta cinque titoli del circuito maggiore su 13 finali disputate. Nelle prove del Grande Slam è stato semifinalista al Roland Garros e agli US Open. Insieme ad Adriano Panatta, Matteo Berrettini e Jannik Sinner, è uno dei quattro tennisti italiani a essersi qualificati almeno una volta per le finali del Masters di fine anno.
È stato uno dei Quattro Moschettieri, i componenti della squadra italiana vincitrice della prima, storica, Coppa Davis nel 1976 e finalista in altre tre occasioni (1977, 1979 e 1980).
È stato campione italiano assoluto di singolare per sette anni consecutivi, dal 1976 al 1982, al pari di Nicola Pietrangeli e Fausto Gardini che, tuttavia, conquistarono i rispettivi titoli in anni non consecutivi.
A livello Juniores è stato il primo tennista italiano a vincere una prova del Grande Slam.
Da allenatore, è stato capitano non giocatore della nazionale italiana di Coppa Davis dal 2001 al 2020.
Dal 2002 al 2016, è stato capitano non giocatore della nazionale di Fed Cup, con cui si è aggiudicato quattro titoli mondiali (2006, 2009, 2010 e 2013).
Nel 2019 ha affiancato il coach Franco Davín nella gestione tecnica di Fabio Fognini, che ha poi assunto in toto fino alla conclusione della stagione 2020, per poi riprenderla per i primi mesi del 2023.
Dal 2024 affianca Simone Tartarini come coach di Lorenzo Musetti.

## Biografia

### Carriera sportiva
Crebbe tennisticamente ad Alessandria sotto la guida di Giuseppe Cornara.

### 1971: Roland Garros Juniores, Orange Bowl e debutto nel circuito maggiore
Esordì nel circuito maggiore al torneo di Palermo, dove fu sconfitto al primo turno da Pierre Barthes in tre set. Un mese più tardi debuttò anche agli Internazionali d'Italia. A negargli il primo successo ATP fu il trentottenne Nicola Pietrangeli che si impose in due set.
Salì alla ribalta del tennis internazionale grazie alla vittoria al Roland Garros Juniores, dove sconfisse in finale il britannico Stephen Warboys per 2-6, 6-3, 6-1, diventando il primo tennista italiano uomo della storia a conquistare una prova del Grande Slam Under-18. Sempre a Parigi, superò anche le qualificazioni del torneo Open, conquistando il diritto a disputare la sua prima prova del Grande Slam, dove fu sconfitto al primo turno da Graham Stilwell in quattro set.
In dicembre trionfò al prestigioso Orange Bowl Under-18, dove sconfisse in finale Vitas Gerulaitis col punteggio di 6-4, 6-1, 6-2.

### 1972: prime vittorie ATP e debutto in Davis
Il teatro del suo primo successo in un incontro ATP fu il Foro Italico di Roma nella sua seconda presenza agli Internazionali d'Italia. A farne le spese fu Lew Hoad, testa di serie nº 15, superato col punteggio di 7-5, 5-7, 6-4. Dopo la vittoria su Raymond Moore, Barazzutti fu eliminato negli ottavi di finale da Ilie Năstase. Il 1972 fu l'anno del suo debutto in Coppa Davis. Nella sfida tra Italia ed Austria, vinse entrambi i singolari contro Ernst Blanke ed Hans Kary. Contro la nazionale romena che eliminò l'Italia, perse da Ilie Năstase, vincendo a risultato acquisito contro Petre Marmureanu.
Al suo esordio assoluto a Wimbledon fu sconfitto al primo turno per mano di John Feaver.

### 1973: ingresso tra i top 100
Iniziò la stagione con due tornei disputati in Spagna, a Valencia e Barcellona, dove fu eliminato in entrambi i casi dal sedicenne Björn Borg, che lo estrometterà anche al terzo turno del torneo di Monte Carlo.
Nella sua seconda esperienza al Roland Garros vinse i suoi primi due incontri a livello di Grande Slam, superando, nell'ordine, Emilio Montano e Jun Kamiwazumi. Al terzo turno fu bloccato da Boro Jovanović.
La sua seconda partecipazione al torneo di Wimbledon lo vide uscire nuovamente al primo turno per opera di John Lloyd.
Nella semifinale della Zona B europea di Coppa Davis, disputata sulla terra rossa di Torino, vinse entrambi i singolari contro la Spagna, prima con Manuel Santana e poi con José Higueras, fornendo un contributo decisivo al successo dell'Italia sulla squadra iberica. La vittoria ottenuta in cinque set contro Jan Kodeš non fu, invece, sufficiente ad evitare la sconfitta dell'Italia nella finale della Zona B europea disputata contro la Cecoslovacchia sulla terra rossa di Praga.
Nel suo debutto sull'erba degli US Open, Barazzutti non andò oltre il primo turno fermato dallo statunitense Charles Owens.
Chiuse la stagione, la prima con la classifica computerizzata, al numero 76.

### 1974: prime semifinali ATP
Sulla terra rossa di Monaco, raggiunse la sua prima semifinale ATP. Superando nei quarti di finale il numero uno del mondo Ilie Nastase, diventò il primo tennista italiano a sconfiggere un avversario classificato al primo posto della classifica computerizzata. Nel turno successivo rimediò soltanto tre giochi con François Jauffret. Nella semifinale del torneo di Bournemouth, Nastase vendicò la sconfitta di Monaco imponendosi col punteggio di 9-8, 9-7.
Alla sua terza partecipazione al Roland Garros il suo cammino si concluse nuovamente al terzo turno, per mano di Eddie Dibbs.
Sulla terra rossa di Bastad giunse ai quarti di finale dove si arrese per la quarta volta in carriera a Björn Borg.
Nella finale della Zona A europea disputata contro la Romania sulla terra rossa di Mestre e vinta dall'Italia per 3-2, Barazzutti fu nuovamente sconfitto da Nastase ma il suo successo su Ion Tiriac determinò il passaggio del turno degli "azzurri".
Chiuse la stagione al 57º posto del ranking ATP.

### 1975: prima finale ATP e top 40
Il 1975 fu una delle sue stagioni meno brillanti, segnata dalle eliminazioni al secondo turno al Roland Garros ed al primo turno a Wimbledon, e dalla mancata partecipazione agli US Open.
Al torneo di Barcellona fu eliminato al primo turno da Björn Borg, nell'incontro più combattuto da lui disputato contro il tennista svedese, che si impose soltanto al tie-break del terzo set.
Agli internazionali d'Italia fu sconfitto al terzo turno da Raúl Ramírez.
In Coppa Davis, nella semifinale della Zona B europea disputata contro la Francia sulla terra rossa dello Stade Roland Garros, l'Italia fu sconfitta per 3-2. Dopo l'incontro perso da Adriano Panatta con François Jauffret, Barazzutti portò la situazione in parità, battendo Patrice Dominguez. Panatta e Bertolucci si aggiudicarono la gara di doppio su Jauffret e Dominguez, portando in vantaggio l'Italia, 2-1. Dominguez riportò la Francia in parità, battendo Panatta. L'incontro decisivo, vinto da Jauffret su Barazzutti, decretò l'eliminazione dell'Italia dal torneo.
A novembre, al torneo di Manila, raggiunse la sua prima finale in un torneo del circuito maggiore, battendo quattro giocatori australiani, tra cui, nei quarti di finale, il numero due del mondo Ken Rosewall, sconfitto con due tie-break, nella sua seconda vittoria in carriera contro un top 10. Nell'atto conclusivo, fu sconfitto in due set da Ross Case.
Chiuse la stagione al numero 40 del ranking ATP.

### 1976: Coppa Davis, primo titolo ATP, due finali

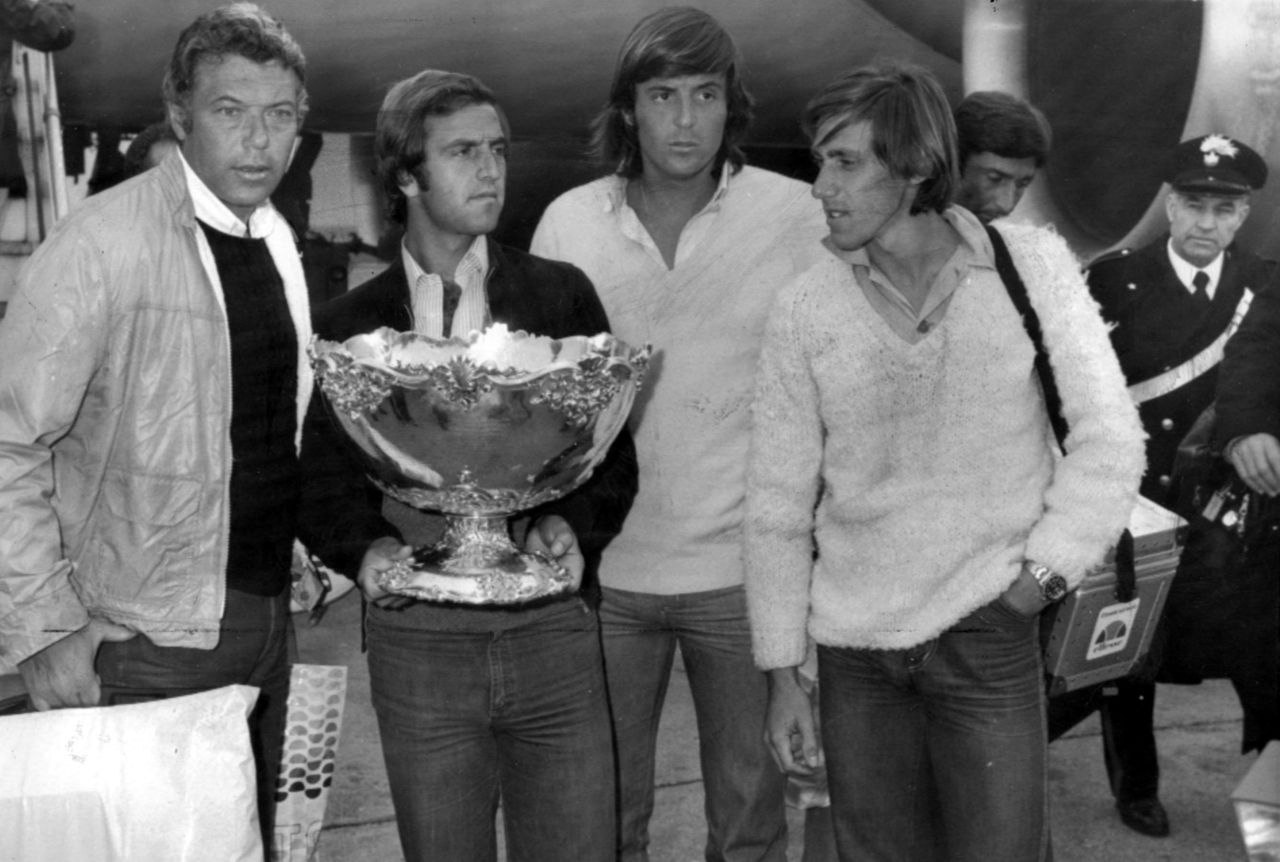
Da sinistra: il capitano non giocatore Pietrangeli, Bertolucci, Panatta e Barazzutti posano col trofeo della Coppa Davis 1976.

Iniziò la stagione coi quarti di finale raggiunti a Valencia e l'eliminazione al primo turno a Barcellona.
Al torneo di Nizza, superò, nell'ordine, Sashi Menon, Balázs Taróczy, Wojciech Fibak e Jean-François Caujolle. L'11 aprile, sconfiggendo in finale Jan Kodeš in cinque partite (6-2, 2-6, 5-7, 7-6, 8-6), diventò il terzo tennista italiano a conquistare un titolo del circuito maggiore nell'era Open.
Agli Internazionali d'Italia giunse per la prima volta ai quarti di finale dove fu sconfitto dal numero due del mondo e testa di serie numero uno, Guillermo Vilas, che fu poi suo giustiziere anche negli ottavi di finale del Roland Garros.
Nell'ultima settimana di maggio, nei quarti di finale della Zona B europea di Coppa Davis, disputati contro la Iugoslavia sulla terra rossa di Bologna e vinti dall'Italia per 5-0, Barazzutti si aggiudicò entrambi i singolari, rispettivamente contro Zeljko Franulovic e Nicola Pilic. Dal 16 al 18 luglio, per la semifinale della Zona B europea, l'Italia affrontava al Foro Italico di Roma una Svezia priva di Björn Borg, che diede sorprendentemente forfait dopo la sua prima vittoria a Wimbledon. Barazzutti vinse il singolare contro Kjell Johansson in cinque set. L’Italia si impose per 4-0.
A Bastad Barazzutti raggiunse la sua terza finale in carriera, dove fu sconfitto da Tonino Zugarelli, che conquistò così il suo unico titolo ATP in carriera. Il 6 luglio salì alla posizione n° 18 del ranking mondiale, diventando il terzo tennista italiano (su un totale di 12) ad essere entrato nella top 20 dall'introduzione del sistema di calcolo computerizzato.
Dopo un'assenza di due anni, fece la sua seconda esperienza agli US Open, la sua prima su terra verde, fermandosi al secondo turno, sconfitto da John Yuill, dopo aver eliminato al primo Paul Kronk.
Nella semifinale Interzone di Coppa Davis, disputata contro l'Australia dal 24 al 26 settembre al Foro Italico di Roma, gli "azzurri" si imposero per 3-2. Barazzutti ottenne la vittoria in singolare nell'incontro di apertura contro John Newcombe. Nel singolare successivo Panatta fu sconfitto da John Alexander; Panatta e Paolo Bertolucci si aggiudicarono la prova di doppio contro il duo formato da Newcombe e Roche. Barazzutti perse il singolare con Alexander e, sul 2-2, Panatta sconfisse Newcombe regalando all'Italia la prima finale di Coppa Davis.
Sulla terra rossa di Tokyo, Barazzutti giunse ancora in finale sconfiggendo nel turno precedente il numero nove del mondo Ken Rosewall. Nell'atto conclusivo si arrese in due set a Roscoe Tanner.
Dal 17 al 19 dicembre, all’Estadio Nacional de Chile di Santiago, andò in scena la finale di Coppa Davis tra Italia e Cile. Barazzutti vinse il primo singolare su Jaime Fillol (7-5, 4-6, 7-5, 6-1), seguito da Panatta che sconfisse Patricio Cornejo. La vittoria del doppio Panatta-Bertolucci, sul duo cileno formato da Fillol e Cornejo (3-6, 6-2, 6-3, 9-7) rese ininfluenti i due singolari successivi e decretò il successo dei ragazzi capitanati da Nicola Pietrangeli. L'Italia conquistava la prima Coppa Davis della sua storia.
Barazzutti chiuse la stagione al 22º posto del ranking ATP.

### 1977: tre titoli ATP, finale a Monte Carlo, semifinale US Open, finale Davis
Iniziò la sua stagione migliore sul sintetico del WCT di Richmond, dove giunse in semifinale eliminando Dick Stockton negli ottavi e Ross Case nei quarti. Ad estrometterlo dal torneo fu Vitas Gerulaitis che lo sconfisse in tre set.
La finale raggiunta al torneo di Monte Carlo segnò la sua migliore prestazione in carriera in quella competizione e nei tornei da lui disputati nella categoria assimilabile all'attuale ATP World Tour Masters 1000. Nei primi due turni eliminò Tom Okker e Balasz Taroczy. Nella semifinale, giocata contro Jan Kodes in un sabato umido e piovoso, salvò quattro match-point, chiudendo col punteggio di 5-7, 7-6, 7-5. L'atto conclusivo lo vide soccombere a Bjorn Borg, numero 2 del mondo, nella sesta delle dieci sconfitte da lui subite in altrettanti scontri diretti col campione svedese.
Al torneo di Charlotte, sconfisse, in sequenza, Vijay Amritraj, Tom Okker ed Adriano Panatta, numero 7 del mondo. Imponendosi in finale sul numero 9 ATP Eddie Dibbs col punteggio di 7-6, 6-0, si aggiudicò il secondo titolo del circuito maggiore, diventando il primo giocatore italiano nell'Era Open a vincere un torneo senza perdere un set.
Alla sua sesta partecipazione al Roland Garros fu eliminato per la seconda volta in carriera al primo turno, per opera di Hans Gildemeister.
Il 10 luglio a Båstad si aggiudicò il terzo titolo ATP in carriera, superando in finale Balázs Taróczy col punteggio di 7-6, 6-7, 6-2, dopo aver eliminato lo svedese Rolf Norberg, Hans Kary, lo iugoslavo Nicola Spear e Kim Warwick.
La parte restante del mese di luglio fu interamente dedicata alla Coppa Davis dove l'Italia era campione in carica. Nella semifinale della Zona B europea, gli "Azzurri " affrontarono la Svezia priva di Björn Borg, sulla terra rossa del Bastad Tennis Stadium di Båstad. Barazzutti vinse i singolari contro Rolf Norberg e Birger Andersson e l'Italia si aggiudicò la sfida per 4-1. Nella finale della Zona B europea, l'Italia sfidò la Spagna sul rosso del Real Club de Tenis Barcelona. Barazzutti perse il primo singolare contro José Higueras, mentre Panatta sconfisse Manuel Orantes e, sempre in coppia con Paolo Bertolucci, si aggiudicò la prova di doppio contro Higueras ed Antonio Munoz. Il successo di Barazzutti su Orantes regalò all'Italia il punto necessario al passaggio del turno.
Giungendo in semifinale, Barazzutti ottenne il miglior risultato di un tennista italiano nella storia degli US Open su terra verde, e il migliore in assoluto fino al 2019, quando Matteo Berrettini fu semifinalista sul cemento di Flushing Meadows. Nel primo turno Barazzutti sconfisse Bill Scanlon e nel secondo Ilie Nastase, numero 7 del mondo, nella seconda delle sue tre vittorie in carriera contro il campione romeno. Nei sedicesimi di finale concesse un solo game a Mark Edmondson e diventò il primo tennista italiano della storia a raggiungere gli ottavi di finale agli US Open. Contro Butch Walts si impose con lo score di 6-2, 6-0, mentre nei quarti lasciò cinque game (6-2, 6-1, 6-2 ) al numero 3 del mondo Brian Gottfried. Nella prima semifinale disputata da un tennista italiano nello Slam americano, cui giunse senza perdere un set, si arrese in tre partite al numero 1 del mondo Jimmy Connors. Di quell'incontro si ricorda un episodio in cui, durante il settimo game del primo set, su una palla break a favore di Barazzutti, Connors giocò un rovescio incrociato giudicato "buono" dal giudice di linea. Mentre Barazzutti indicava al giudice di sedia il segno della palla terminata fuori, Connors entrò nella metà campo dell'avversario cancellando il segno in modo da renderne impossibile la verifica. L'episodio fece girare l'incontro nettamente a favore di Connors, che ricevette soltanto una reprimenda da parte del giudice di sedia, e finì con l'imporsi col punteggio di 7-5, 6-3, 7-5. Il replay delle immagini confermò le ragioni di Barazzutti.
Il 12 settembre 1977 salì alla posizione n. 15 della classifica computerizzata e scavalcò Adriano Panatta, diventando il tennista italiano meglio classificato, posizione che detenne complessivamente per 198 settimane.
Dal 14 al 16 settembre, al Foro Italico di Roma, l'Italia disputò la semifinale Interzone di Coppa Davis contro la Francia. Al successo di Panatta su Patrice Dominguez, fece seguito quello di Barazzutti su François Jauffret. La vittoria di Panatta e Bertolucci su Dominguez e Jauffret garantì all'Italia la sua seconda finale di Coppa Davis. A risultato acquisito, Barazzutti perse in tre set il singolare contro Dominguez.
A Parigi superò al primo turno Christophe Roger-Vasselin. Negli ottavi di finale eliminò John Lloyd, mentre nei quarti concesse soltanto cinque giochi allo statunitense Christopher Sylvan. In semifinale prevalse in tre set su Jeff Borowiak. Il 6 novembre conquistò il suo quarto titolo ATP, il primo vinto da un tennista italiano su cemento indoor, imponendosi in cinque set su Brian Gottfried, numero 3 del mondo, dopo quattro ore e mezza di gioco. Divenne così il primo giocatore italiano dell'era Open a vincere tre tornei nella stessa stagione su tre superfici diverse (terra rossa, terra verde e cemento indoor).
A dicembre l'Italia disputò la sua seconda finale consecutiva di Coppa Davis affrontando l'Australia sull'erba del White City Stadium di Sydney. Barazzutti fu sconfitto da John Alexander, dopo la sconfitta di Panatta con Tony Roche. La vittoria in doppio di Panatta e Bertolucci su John Alexander e Phil Dent riaprì le speranze dell'Italia ma Alexander chiuse i conti contro Panatta. L'Australia vinse la sfida per 3-1 e si aggiudicò la sua XXIV Coppa Davis.
Barazzutti chiuse la stagione al n. 11 del ranking ATP.

### 1978: 14 semifinali tra cui Parigi e Monte Carlo, qualificazione al Masters, top 7 e 55 incontri vinti

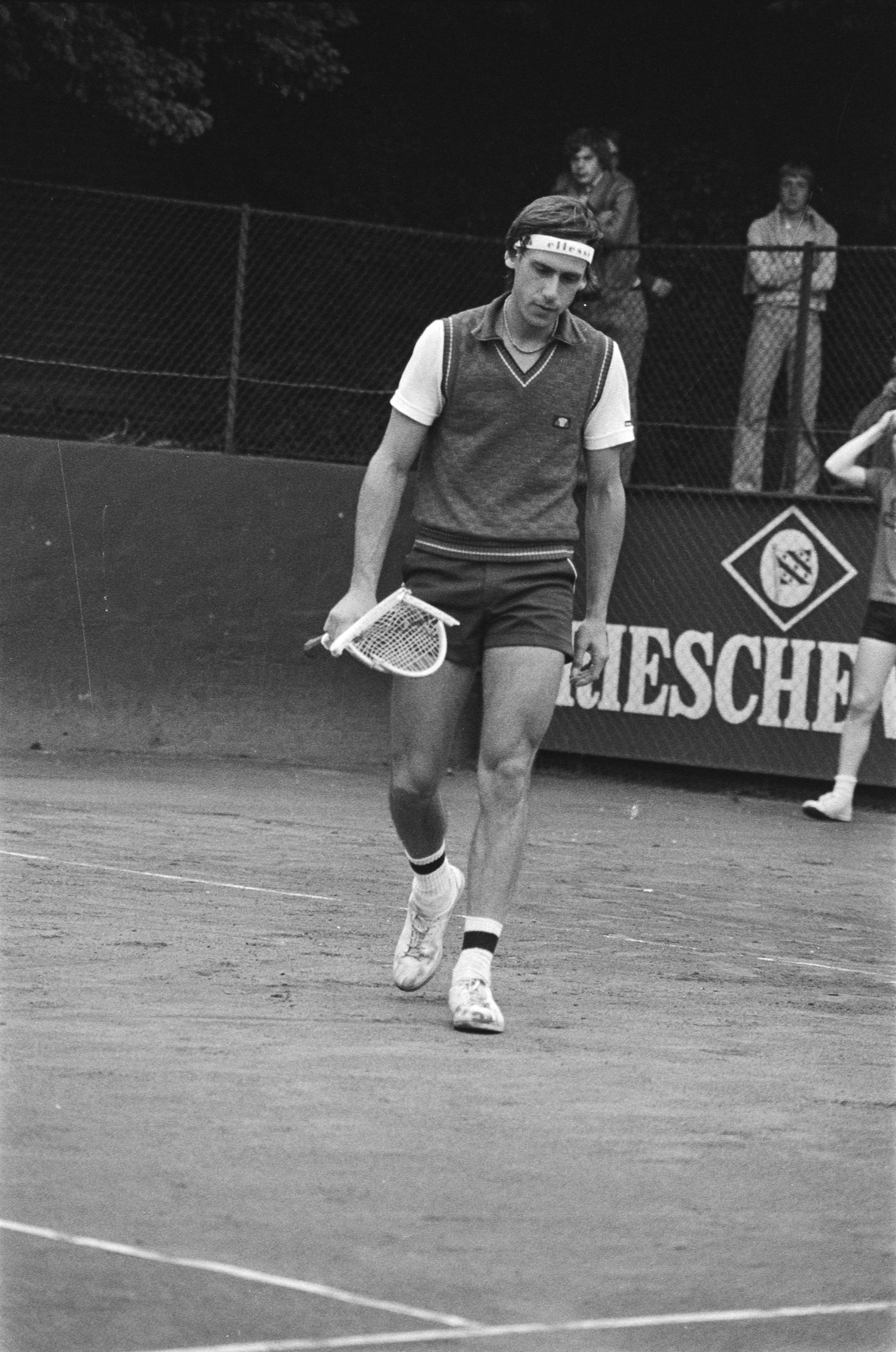
Barazzutti ad Hilversum nel 1978.

Nella semifinale del torneo di Richmond andò in scena la replica dell'edizione dell'anno precedente, con Barazzutti sconfitto da Vitas Gerulaitis, n. 4 del mondo, stavolta in due set.
Il 20 febbraio 1978 raggiunse la posizione n. 10 del ranking ATP diventando il secondo giocatore italiano ad essere entrato in top 10, dove stazionò per 45 settimane di cui 40 consecutive.
Sulla terra rossa europea, raggiunse la sua seconda semifinale, consecutiva, al torneo di Monte Carlo, grazie ai successi su Peter Fleming, Patrick Proisy ed Adriano Panatta. A negargli la seconda finale nel Principato fu Tomáš Šmíd che prevalse in due set.
Di ritorno negli Stati Uniti, giunse in semifinale ad Houston, sconfitto da Brian Gottfried, numero 5 del mondo. A Las Vegas, raggiunse la sua ottava finale nel circuito maggiore ma un infortunio gli impedì di difendersi contro lo statunitense Harold Solomon, costringendolo al ritiro nel secondo set, dopo aver perso il primo. Nelle finali WCT di Dallas si arrese in semifinale ad Eddie Dibbs dopo aver superato nei quarti di finale Brian Gottfried in cinque set.
Nel 1978 ottenne il suo miglior risultato al Roland Garros, cui partecipava per la settima volta in carriera, raggiungendo la semifinale grazie ai successi contro John Yuill, Gianni Ocleppo, Patrice Dominguez, Stanislav Birner ed Eddie Dibbs, numero 6 del mondo. Nel penultimo atto del torneo venne sconfitto per la settima volta in carriera da Björn Borg, che si apprestava a vincere il suo terzo major parigino, col severissimo punteggio di 6-0, 6-1, 6-0, in quella che viene ricordata come la semifinale più a senso unico in un torneo del Grande Slam nell'era Open. La semifinale di Parigi, dopo la vittoria di Adriano Panatta nel 1976, è il miglior risultato ottenuto da un tennista italiano al Roland Garros nell'era Open, eguagliato soltanto nel 2018 dalla semifinale raggiunta da Marco Cecchinato.
Dal 13 al 15 luglio l'Italia affrontò l'Ungheria nella semifinale della zona B europea di Coppa Davis, disputata sulla terra rossa di Budapest. Barazzutti superò in quattro set Péter Szőke, mentre Panatta perse il secondo singolare contro Balazs Taroczy. Panatta e Bertolucci persero anche la sfida di doppio contro il duo composto da Taroczy e Szoke. Con l’Ungheria in vantaggio per 2-1, Panatta fu sconfitto da Szoke in quattro set. La vittoria di Taroczy su Barazzutti a risultato acquisito fissò il punteggio finale sul 4-1 per l’Ungheria.
A Båstad, dove difendeva il titolo conquistato l'anno precedente, giunse per il terzo anno consecutivo in finale, la sua decima in carriera. Fu sconfitto per l'ottava volta da Björn Borg, che gli concesse soltanto tre giochi.
Il 21 agosto 1978 ottenne il suo miglior piazzamento (7º) nel ranking ATP, che rappresenta la quinta migliore classifica mondiale mai raggiunta da un tennista italiano dall'introduzione del sistema di calcolo computerizzato, dopo il 1º posto conseguito da Jannik Sinner nel 2024, il 4° di Adriano Panatta nel 1976 e il 6° di Matteo Berrettini (2022) e Lorenzo Musetti (2025).
Nella prima edizione degli US Open disputata sul cemento, Barazzutti, accreditato della teste di serie numero 7, si fermò al secondo turno, sconfitto da John Sadri, dopo aver eliminato al primo Russell Simpson.
La seconda parte dell'anno lo vide arrivare in semifinale in altri sette tornei, nell'ordine Hilversum, North Conway, Indianapolis, Boston, Madrid, Vienna e Buenos Aires, per un totale di 14 semifinali (record per il tennis italiano) e 55 incontri vinti in una stagione.
La posizione numero 10 nel ranking mondiale, la quarta migliore con cui un tennista italiano abbia chiuso una stagione agonistica, e la contestuale rinuncia di Bjorn Borg e Guillermo Vilas, gli garantirono la partecipazione alle finali del Masters di fine anno. Insieme ad Adriano Panatta, Matteo Berrettini e Jannik Sinner, Barazzutti è uno dei quattro tennisti italiani ad essere riusciti almeno una volta nell'impresa. Nel torneo, che in realtà si disputò dal 10 al 14 gennaio del 1979 sul sintetico del Madison Square Garden di New York, rimediò tre sconfitte in altrettanti incontri del Gruppo B, contro Eddie Dibbs, n. 6 ATP, Brian Gottfried, n. 7 e Raúl Ramirez, n. 8.

### 1979: terza finale Davis, due finali ATP
Dal 16 al 18 marzo, l'Italia affrontò la Danimarca, nel turno preliminare della zona A europea di Coppa Davis, disputato sulla terra rossa di Palermo. Panatta conquistò il primo singolare, sconfiggendo Michael Mortensen. La successiva vittoria di Corrado Barazzutti su Carl-Edvard Hedelund e il successo in doppio di Panatta e Bertolucci su Mortensen ed Hedelund garantirono all'Italia la qualificazione al turno successivo, rendendo inutili gli ultimi due singolari, col penultimo vinto da Barazzutti su Mortensen in due set.

Barazzutti in azione nel turno preliminare di Coppa Davis 1979 contro la Danimarca.

Nella prima settimana di maggio, a Düsseldorf, prese parte alla seconda edizione della Nations Cup, vinta dall'Australia. Nei gironi eliminatori, contro l'Argentina, fu sconfitto da José Luis Clerc mentre, contro la Gran Bretagna ebbe la meglio su Buster Mottram. In semifinale contro gli Stati Uniti ebbe la meglio su Arthur Ashe. In finale l’Italia fu sconfitta dall'Australia e Barazzutti rimediò soltanto due giochi nella sfida contro John Alexander.
Nella sua ottava partecipazione al Roland Garros, fu estromesso nel terzo turno al quinto set da Victor Pecci, dopo aver eliminato nel secondo Wojciech Fibak, numero 13 del mondo.
Dal 15 al 17 giugno, l'Italia affrontò la Polonia, nei quarti della zona A europea di Coppa Davis, disputati sulla terra rossa di Varsavia. Dopo la sconfitta di Panatta nel primo singolare con Wojtek Fibak. Barazzutti concesse soltanto sei giochi ad Henrik Drzymalsky. Nella sua prima gara di doppio in Davis, l'unica giocata in coppia con Panatta, Barazzutti sconfisse il duo composto da Fibak e Tadeusz Nowicki, portando in vantaggio l’Italia al termine della seconda giornata. La vittoria di Barazzutti su Fibak sancì la qualificazione dell'Italia alla semifinale della Zona A europea.
Alla sua quarta partecipazione sull'erba di Wimbledon, dove aveva saltato le tre edizioni precedenti, fu eliminato per la quarta volta consecutiva al primo turno, in cinque set, da Andrew Pattison.
Dal 13 al 15 luglio, nella semifinale della Zona A europea di Coppa Davis, l'Italia sconfisse l’Ungheria per 3-2, sulla terra rossa del campo centrale del Foro Italico di Roma. Dopo la vittoria di Panatta su Peter Szoke, Barazzutti sconfisse Balázs Taróczy, portando l’Italia sul 2-0. In doppio, Taróczy e Szoke riaprirono il confronto superando Panatta e Bertolucci, ma il successo di Barazzutti su Szoke regalò la qualificazione all'Italia.
Dal 14 al 16 settembre, nella finale della Zona A europea di Coppa Davis, disputata ancora al Foro Italico di Roma, l'Italia sconfisse 4-1 la Gran Bretagna. Dopo la sconfitta di Panatta contro Buster Mottram, Barazzutti superò John Lloyd. Nel secondo e ultimo doppio giocato in Davis, in coppia con Tonino Zugarelli, Barazzutti portò l’Italia in vantaggio 2-1, sconfiggendo Mark Cox e David Lloyd. La vittoria di Panatta su John Lloyd sancì la qualificazione dell'Italia alla semifinale Interzone.
Al torneo di Palermo, Barazzutti sconfisse in semifinale Adriano Panatta, raggiungendo la sua 11ª finale in carriera, dove fu sconfitto per la nona volta da Björn Borg, numero 1 del mondo, col punteggio di 6-4, 6-0, 6-4.
Nella semifinale Interzone di Coppa Davis, vinta per 4-1 sulla Cecoslovacchia e disputata al Foro Italico dal 5 al 7 ottobre, Barazzutti fu sconfitto nel primo singolare da Tomas Smid, mentre Panatta sconfisse Ivan Lendl. In doppio, superando Smid e Jan Kodeš, Panatta e Bertolucci portarono in vantaggio l’Italia prima dell’ultima giornata, quando il successo di Barazzutti su Lendl in cinque set, per 4-6, 6-1, 6-2, 3-6, 7-5, assicurò agli azzurri la loro terza finale di Coppa Davis.
Sul sintetico di Parigi, Barazzutti raggiunse la sua 12ª finale ATP in carriera, eliminando nei quarti di finale Brian Gottfried. A negargli il quinto trionfo fu Harold Solomon, numero 9 del mondo, che si impose in quattro set.
Dal 14 al 16 dicembre, nella sua terza finale di Coppa Davis l'Italia fu sconfitta 5-0 dagli Stati Uniti sul sintetico del Civic Auditorium di San Francisco. La squadra era capitanata da Vittorio Crotta che sostituiva Bitti Bergamo morto in un incidente stradale il 12 ottobre, cinque giorni dopo la semifinale contro la Cecoslovacchia. Barazzutti perse il primo singolare con Vitas Gerulaitis ritirandosi a causa di una distorsione alla caviglia occorsagli durante il secondo set. Panatta uscì sconfitto da John McEnroe, ed altrettanto fece il doppio Panatta-Bertolucci contro la coppia formata da Bob Lutz e Stan Smith. Gli Stati Uniti alzarono la Coppa per la XXVIa volta.
Barazzutti chiuse la stagione al 33º posto della classifica mondiale.

### 1980: quarta finale Davis e quinto titolo ATP
Iniziò la stagione dal torneo del Cairo, concedendo un solo gioco al giocatore di casa Hisham Nasser. Negli ottavi di finale si impose su Pavel Hutka, l'unico a togliergli un set nel torneo. La sua vittima nei quarti fu Jiri Hrebec, testa di serie numero 5. In semifinale ebbe la meglio sulla testa di serie numero 4 Patrice Dominguez. Il 9 marzo conquistò il suo quinto e ultimo torneo ATP sconfiggendo 6-4, 6-0 il compagno di Davis Paolo Bertolucci, nella quarta finale giocata tra due tennisti italiani nell'era Open.
Nel mese di maggio prese parte alla terza edizione della Nations Cup dove l'Italia arrivò in finale per il secondo anno consecutivo. Contro l'Argentina Barazzutti fu sconfitto per la quinta volta su altrettante sfide dirette da Guillermo Vilas, in due set. Contro la Cecoslovacchia fu sconfitto in tre partite da Ivan Lendl. Con la Germania, ebbe vita facile nei confronti di Ulrich Pinner. In semifinale, in cui l'Italia sconfisse gli Stati Uniti, fu sconfitto in tre set da Gene Mayer. In finale l'Italia ritrovò l'Argentina, vincitrice della manifestazione, e Barazzutti si inchinò nuovamente, in due set, a Guillermo Vilas.
Agli Internazionali d'Italia, coi quarti di finale, eguagliò il suo miglior risultato nel torneo, già realizzato nel 1976. L'accesso alla semifinale gli fu precluso da Yannick Noah che lo sconfisse per 6-4, 6-2.
Ai quarti di finale si concluse anche la decima partecipazione di Barazzutti al Roland Garros, dove subì l'ultima delle dieci sconfitte contro Björn Borg, futuro vincitore del torneo, col punteggio di 6-0, 6-3, 6-3.
Dal 13 al 15 giugno l'Italia sconfisse per 5-0 la Svizzera nella semifinale della zona A europea di Coppa Davis, disputata sulla terra rossa di Torino. Barazzutti vinse il primo singolare con Heinz Gunthardt e Panatta superò Roland Stadler. In doppio Panatta e Paolo Bertolucci si imposero sui fratelli Heinz e Markus Günthardt, garantendo all’Italia la qualificazione alla finale europea. A risultato acquisito, Barazzutti sconfisse Stadler in due set.
Nella sua ultima partecipazione al torneo di Wimbledon, dopo quattro eliminazioni consecutive al primo turno vinse il suo unico incontro in carriera sui dieci disputati sull'erba, sconfiggendo in quattro set il qualificato Scott Davis, prima di arrendersi ad Adriano Panatta in cinque partite.
Dall’11 al 13 luglio, l'Italia superò la Svezia per 3-2 nella finale della zona A europea di Coppa Davis, disputata al Foro Italico di Roma. Barazzutti si aggiudicò il primo singolare contro Kjell Johansson, mentre Panatta fu sconfitto da Stefan Simonsson. Il successo in doppio di Panatta e Bertolucci sui fratelli Hans e Stefan Simonsson riportò in vantaggio l’Italia al termine della seconda giornata. La vittoria di Panatta su Johansson assicurò all’Italia il punto della qualificazione. A risultato acquisito, Barazzutti sconfisse Stefan Simonsson in due set.
L'unico altro risultato di rilievo della stagione a livello individuale fu la semifinale raggiunta a Washington, dove fu sconfitto in tre set da José Luis Clerc.
Nella semifinale Interzone di Coppa Davis vinta dall'Italia per 3-2 sull’Australia e disputata al Foro Italico dal 19 al 21 settembre, Barazzutti si arrese a Peter McNamara, dopo la vittoria di Panatta su Paul McNamee. In doppio, Panatta e Bertolucci superarono McNamara e McNamee, portando in vantaggio l’Italia prima dell’ultima giornata. Nel suo secondo singolare, battendo McNamara, Panatta assicurò all'Italia la sua quarta finale di Coppa Davis della storia. A risultato acquisito, Barazzutti fu sconfitto anche da Rod Frawley in tre set.
Dal 14 al 16 dicembre l'Italia disputò la sua quarta finale di Coppa Davis, nella Sportovni Hala di Praga (sintetico) dove fu sconfitta 4-1 dalla Cecoslovacchia. Nel primo singolare Panatta fu battuto da Tomas Smid, mentre Barazzutti si arrese ad Ivan Lendl. Anche il doppio Panatta-Bertolucci perse la sfida contro la coppia Lendl-Smid. La finale era già decisa al termine della seconda giornata, in una sfida che non mancò di suscitare vaste polemiche sull'arbitraggio giudicato molto parziale dalla squadra italiana. A risultato acquisito Barazzutti conquistò l'unico punto dell'Italia sconfiggendo Tomas Smid in tre set.
Barazzutti chiuse la stagione al 23º posto della classifica mondiale.

### 1981: semifinali a Palermo e Bologna
Iniziò la stagione con la partecipazione al primo turno del World Group di Coppa Davis, contro la Gran Bretagna, disputato sul sintetico del Conference Center di Brighton. Dopo la sconfitta di Panatta con Buster Mottram, Barazzutti pareggiò i conti battendo Richard Lewis. Panatta e Bertolucci persero il doppio contro Andrew Jarrett e Jonathan Smith. Con le due squadre in parità, dopo la vittoria di Panatta su Lewis, Barazzutti si arrese a Mottram determinando l’eliminazione dell’Italia.
Nella quarta edizione della Nations Cup, l'Italia fu eliminata nella fase a gironi. Nella sfida con l'Australia Barazzutti fu sconfitto in due set da Peter McNamara. Contro la Germania, dovette piegarsi a Rolf Gehring, mentre con gli Stati Uniti si arrese ad Harold Solomon, che sarà suo giustiziere anche nei quarti di finale del torneo di Amburgo.
Nell'unica prova del Grande Slam disputata in stagione, uscì al primo turno del Roland Garros, dove partecipava per l'undicesima volta, per mano di Jaime Fillol che lo sconfisse in cinque set.
Sulla terra rossa di Palermo sconfisse il diciassettenne Mats Wilander negli ottavi di finale e Wojciech Fibak nei quarti. In semifinale si arrese in due set a Pedro Rebolledo.
A ottobre, l’Italia affrontò la Corea del Sud negli spareggi retrocessione del World Group di Coppa Davis, disputati sulla terra rossa di Sanremo e vinti dall’Italia per 4-1. Per conquistare la salvezza furono sufficienti le prime due giornate in cui Barazzutti vinse il proprio singolare con Woo-Ryong Lee al quale concesse 5 giochi. A risultato acquisito, Barazzutti fu sconfitto in cinque set da Choon-Ho Kim.
Concluse la stagione con la semifinale raggiunta sul sintetico di Bologna, eliminando nei quarti di finale Yannick Noah prima di inchinarsi in due set a Sandy Mayer.
Terminò l'anno al nº 55 del ranking mondiale.

### 1982: 5 quarti di finale
Nella stagione raggiunse i quarti di finale nei tornei di Monaco, Zurigo, Kitzbuhel, Cap D'Adge e Vienna.
Nel primo turno del World Group di Coppa Davis contro la Gran Bretagna, si ripropose a campi invertiti la sfida dell'anno precedente. Al Foro Italico di Roma, dopo la sconfitta di Panatta contro Buster Mottram, Barazzutti portò l'Italia in parità superando Richard Lewis. Panatta e Bertolucci vinsero però il doppio contro Andrew Jarret e Jonathan Smith. La sconfitta di Barazzutti per mano di Mottram rese quindi decisivo il quinto match in cui Panatta superò Lewis assicurando la qualificazione all'Italia.
Nella Nations Cup Barazzutti ottenne il successo su Yannick Noah, arrendendosi poi a Peter Mcnamara e Guillermo Vilas.
La sua dodicesima partecipazione al Roland Garros lo vide uscire per la quarta volta in carriera al primo turno, contro Andrés Gómez, che lo superò in cinque set.
Nei quarti di finale del World Group di Coppa Davis, disputati sulla terra rossa di Cervia e vinti dalla Nuova Zelanda per 3-2, Barazzutti fu sconfitto in quattro set da Chris Lewis e Panatta si arrese a Russell Simpson. Panatta e Bertolucci accorciarono le distanze per l'Italia superando il duo Lewis-Simpson ma la sconfitta di Panatta contro Lewis decretò l'eliminazione dell'Italia dalla competizione. A risultato acquisito, Barazzutti sconfisse Bruce Derlin in due set.
Chiuse la stagione al numero 85 della classifica ATP.

### 1983: terza semifinale a Monte Carlo
Nel primo turno del World Group di Coppa Davis contro l'Irlanda, disputato sulla terra rossa di Reggio Calabria, vinse in tre set il secondo singolare contro Matt Doyle dopo la sconfitta di Claudio Panatta con Sean Sorensen. Il doppio Adriano Panatta-Bertolucci vinse il match contro la coppia Doyle-Sorensen. Dopo la sconfitta di Claudio Panatta con Matt Doyle, Barazzutti conquistò il punto decisivo per la qualificazione dell'Italia, lasciando soltanto sei giochi a Sean Sorensen.
Al Masters di Monte Carlo, raggiunse la semifinale provenendo dalle qualificazioni, unico italiano nell'era Open ad aver raggiunto tre volte questa fase del torneo del Principato. Nei primi due turni eliminò Harold Solomon e Mark Edmondson. Nei quarti di finale ottenne la sua unica vittoria su otto scontri diretti con Guillermo Vilas, numero 4 del mondo, che sconfisse col punteggio di 2-6, 6-3, 6-4. Fu la sua sedicesima e ultima vittoria in carriera contro un top 10. Ad impedirgli di disputare la finale contro Mel Purcell, fu Mats Wilander, numero 8 del ranking e futuro vincitore del torneo, che si impose per 6-2, 6-3.
A luglio, nei quarti di finale del World Group di Coppa Davis contro l'Argentina, disputati al Foro Italico di Roma, fu battuto in cinque set da José Luis Clerc dopo la vittoria di Guillermo Vilas contro Panatta. La sconfitta del doppio Panatta-Bertolucci decretò l'eliminazione dell'Italia. A risultato acquisito, Barazzutti fu sconfitto da Vilas in due set.
Al termine del 1983 figurava alla posizione numero 55 del ranking mondiale.

### 1984: il ritiro
Nel primo turno del World Group di Coppa Davis, disputato contro la Gran Bretagna sul sintetico del Racquet Centre di Telford, in Inghilterra e vinto dall'Italia per 3-2, sconfisse nel primo singolare John Lloyd in quattro set. Con Italia e Gran Bretagna in parità sul 2-2, la sua vittoria in quattro partite su Colin Dowdeswell regalò la qualificazione all'Italia. Fu l'ultimo incontro da lui disputato in Coppa Davis.
Nella sua ultima stagione agonistica raggiunse il secondo turno soltanto in tre tornei. A Bari, dopo la vittoria su Claudio Panatta, fu sconfitto dallo spagnolo Gabriel Urpí; agli Internazionali d'Italia sconfisse in due set Ramesh Krishnan e fu eliminato da Joakim Nyström; al Roland Garros, dove chiuse la sua carriera nei tornei del Grande Slam, superò al primo turno Sammy Giammalva, in quella che diventerà la sua ultima vittoria in carriera prima del ritiro per infortunio durante il secondo set dell'incontro disputato contro Claudio Panatta.
La sconfitta, anche questa per ritiro, durante il primo set dell'incontro con Derek Tarr al primo turno del torneo di Boston, segnò il suo addio alle gare nel circuito maggiore.
Barazzutti chiuse la stagione e la carriera alla posizione 255 della classifica ATP.

### Allenatore
Dal 2001 al 2020 è stato capitano non giocatore della nazionale maschile italiana di Coppa Davis, sostituito a Gennaio 2021 da Filippo Volandri. Dal 2002 al 2016 ha ricoperto il medesimo ruolo anche per la squadra italiana di Fed Cup, che si è aggiudicata la manifestazione nelle edizioni 2006, 2009, 2010 e 2013.
Nel 2019 ha affiancato il coach Franco Davin nella gestione tecnica di Fabio Fognini, del quale assume la guida in toto all'inizio del 2020, dopo la separazione tra il tennista ligure e l'allenatore argentino. La collaborazione col tennista ligure finisce nel novembre 2020, quando Fognini annuncia che il suo nuovo capo allenatore sarà Alberto Mancini.

## Record nazionali
È l'unico tennista italiano ad aver:
- vinto tre tornei ATP nella stessa stagione (1978) su tre superfici diverse (terra verde, terra rossa, cemento indoor).
- disputato una semifinale agli US Open su terra verde.
- disputato 14 semifinali ATP in una sola stagione (1978).
- disputato 16 quarti di finale ATP in una sola stagione (1978).
- disputato tre semifinali al torneo di Monte Carlo (record per l'era Open).
- 2 semifinali consecutive al torneo di Monte Carlo, record per l'era Open a pari merito con Jannik Sinner.
- vinto un torneo del circuito maggiore su terra verde (a pari merito con Adriano Panatta).

È il primo tennista italiano ad aver:
- disputato gli ottavi di finale, i quarti di finale e la semifinale agli US Open.
- sconfitto un avversario classificato al primo posto della classifica mondiale computerizzata.
- vinto un torneo del circuito maggiore su cemento indoor.
- vinto un torneo del circuito maggiore senza perdere un set.
- vinto una prova del Grande Slam juniores.

## Statistiche

### Singolare

#### Vittorie (5)
| Legenda                                         |
| ATP World Series / ATP International Series (5) |

| Numero | Data            | Torneo                                    | Superficie     | Avversario in finale | Punteggio               |
| 1.     | 11 aprile 1976  | ATP Nizza, Nizza                          | Terra rossa    | Jan Kodeš            | 6-2, 2-6, 5-7, 7-6, 8-6 |
| 2.     | 24 aprile 1977  | Carolinas International Tennis, Charlotte | Terra verde    | Eddie Dibbs          | 7-6, 6-0                |
| 3.     | 10 luglio 1977  | Swedish Open, Båstad                      | Terra rossa    | Balázs Taróczy       | 7-6, 6-7, 6-2           |
| 4.     | 6 novembre 1977 | Paris Open, Parigi                        | Cemento indoor | Brian Gottfried      | 7-6, 7-6, 6-7, 3-6, 6-4 |
| 5.     | 9 marzo 1980    | Cairo Open, Il Cairo                      | Terra rossa    | Paolo Bertolucci     | 6-4, 6-0                |

#### Finali perse (8)
| Legenda                                                     |
| ATP Tour Masters 1000 (1)                                   |
| ATP Championship Series / ATP International Series Gold (1) |
| ATP World Series / ATP International Series (6)             |

| Numero | Data              | Torneo                                            | Superficie     | Avversario in finale | Punteggio          |
| 1.     | 2 novembre 1975   | Philippine International 1975 - Singolare, Manila | Cemento        | Ross Case            | 3-6, 1-6           |
| 2.     | 10 luglio 1976    | Swedish Open, Båstad (1)                          | Terra rossa    | Antonio Zugarelli    | 6-4, 5-7, 2-6      |
| 3.     | 7 novembre 1976   | Japan Open Tennis Championships, Tokyo            | Terra rossa    | Roscoe Tanner        | 3-6, 2-6           |
| 4.     | 10 aprile 1977    | Monte Carlo Open, Monte-Carlo                     | Terra rossa    | Björn Borg           | 3-6, 5-7, 0-6      |
| 5.     | 30 aprile 1978    | Alan King Tennis Classic, Las Vegas               | Cemento        | Harold Solomon       | 1-6, 0-3, rit.     |
| 6.     | 23 luglio 1978    | Swedish Open, Båstad (2)                          | Terra rossa    | Björn Borg           | 1-6, 2-6           |
| 7.     | 23 settembre 1979 | Campionati Internazionali di Sicilia, Palermo     | Terra rossa    | Björn Borg           | 4-6, 0-6, 4-6      |
| 8.     | 4 novembre 1979   | Paris Open, Parigi                                | Cemento indoor | Harold Solomon       | 3-6, 6-2, 3-6, 4-6 |

### Doppio

#### Vittorie (1)
| No. | Anno | Torneo               | Superficie  | Compagno        | Avversari in finale         | Punteggio     |
| 1.  | 1978 | ATP Firenze, Firenze | Terra rossa | Adriano Panatta | Mark Edmondson / John Marks | 6-3, 6-7, 6-3 |

#### Finali perse (5)
| No. | Anno | Torneo                                        | Superficie       | Compagno          | Avversari in finale               | Punteggio     |
| 1.  | 1974 | British Hard Court Championships, Bournemouth | Terra rossa      | Paolo Bertolucci  | Juan Gisbert / Ilie Năstase       | 6-4, 6-2, 6-0 |
| 2.  | 1975 | Munich WCT, Monaco di Baviera                 | Sintetico indoor | Antonio Zugarelli | Bob Hewitt / Frew Donald McMillan | 6-3, 6-4      |
| 3.  | 1976 | Trofeo Lois, Valencia                         | Terra rossa      | Antonio Zugarelli | Juan Gisbert / Manuel Orantes     | ?             |
| 4.  | 1976 | Philippine International, Manila              | Cemento          | Anand Amritraj    | Ross Case / Geoff Masters         | 6-0, 6-1      |
| 5.  | 1977 | Carolinas International, Charlotte            | Terra verde      | Adriano Panatta   | Tom Okker / Ken Rosewall          | 6-1, 3-6, 7-6 |

## Riconoscimenti
- Nel maggio 2015, una targa a lui dedicata fu inserita nella Walk of Fame dello sport italiano a Roma, riservata agli ex-atleti italiani che si sono distinti in campo internazionale.[50][51]